# The Sugarland Express
The Sugarland Express is een Amerikaanse speelfilm uit 1974 en de eerste speelfilm geregisseerd door Steven Spielberg.
Het verhaal is gebaseerd op een waargebeurd verhaal.
De agent die werkelijk werd ontvoerd heeft een kleine rol in de film.
De film won de prijs voor beste scenario op het filmfestival van Cannes in 1974.

## Verhaal
Mei 1969: het getrouwde koppel Lou Jean en Clovis, beiden 25, zitten in de gevangenis en hun zoontje van twee is toegewezen aan Lou Jeans moeder. Als Lou Jean vrijkomt, gaat ze Clovis opzoeken en krijgt hem onder lichte dwang vrij eenvoudig buiten de lichtbeveiligde instelling.
Ze wil immers dat hij haar helpt hun zoontje terug te krijgen.

Buiten krijgen ze een lift maar als de wagen wordt aangehouden voor te lage snelheid op de snelweg, wordt de grond te heet onder Lou Jeans voeten en ze gaat er met de wagen vandoor. Achtervolgd door agent Maxwell Slide, 9 maanden in dienst, raken ze een eind verderop van de weg af.

Lou Jean pikt Slides revolver en terwijl Clovis hem onder schot houdt, gaan ze in zijn patrouillewagen verder. Andere agenten krijgen al snel door wat er gaande is en zetten de achtervolging in. Omdat Slide gegijzeld wordt, wordt er echter niet ingegrepen, waardoor de achtervolging twee dagen aansleept tot ze bij Lou Jeans ouders aankomen.

Onderweg pikken steeds meer patrouillewagens en enkele journalisten aan, waardoor een hele karavaan ontstaat alsook een mediagekte in de streek. Aangekomen op hun bestemming wordt Clovis echter neergeschoten door een sluipschutter van de politie. Hij overlijdt later terwijl Lou Jean lichtgewond raakt en Slide ongedeerd blijft.

Lou Jean verblijft vervolgens vijftien maanden in de cel alvorens haar zoontje alsnog terug te krijgen.

## Rolverdeling
| Acteur           | Personage             | Opmerkingen       |
| ---------------- | --------------------- | ----------------- |
| Goldie Hawn      | Lou Jean Poplin       | Protagoniste      |
| William Atherton | Clovis Michael Poplin | Protagonist       |
| Michael Sacks    | Maxwell Slide         | Ontvoerde agent   |
| Ben Johnson      | Captain Harlin Tanner | Slides'chef       |
| Gregory Walcott  | Ernie Mashburn        | Collega van Slide |
| Steve Kanaly     | Jessup                | Collega van Slide |